# Tunupa
Tunupa (también conocido como Tuapaca o Taguapaca) es una deidad andina venerada en el altiplano de Bolivia y Perú. Se le considera el dios del volcán y del rayo. En su honor, se realizaban sacrificios humanos y ceremonias rituales. 
Tunupa es una de las divinidades más antiguas del mundo andino, venerada en su apogeo en el altiplano (Collao) y el Colesuyu. El culto a Tunupa sería anterior a  Tiahuanaco y la lengua puquina, alcanzando su auge entre los reinos aymaras, especialmente entre los Collas, Lupacas y Carangas. Durante el periodo incaico su figura fue asimilada y en ocasiones confundida con Viracocha. Con la colonización española, su veneración se redujo y quedó confinada principalmente al Collao.
Tunupa era considerado el ordenador del mundo. Según los cronistas, se le representa acompañado de Tarapacá y Taguapacá, quienes lo ayudaban en su tarea. Además de controlar los volcanes y los rayos, tenía poder sobre las aguas y controlaba los huaycos. Algunas interpretaciones sugieren que Tunupa no era un solo dios, sino una dualidad, con una manifestación en el mundo superior (rayo y lluvia) y otra en el mundo inferior (lava, ríos y fuentes).
Diversos mitos narran su desaparición en el lago Titicaca. En una versión, su balsa fue arrastrada por el viento hasta chocar con las orillas de Chacamarca, donde su impacto habría abierto un gran río al sur del lago Titicaca que empezó a desaguarlo ( a este río se le conoció como Aullagas, hoy Desaguadero). Otras versiones indican que se hundió en dicho río o que partió navegando hacia el mar.

## Las crónicas españolas sobre el dios Tunupa

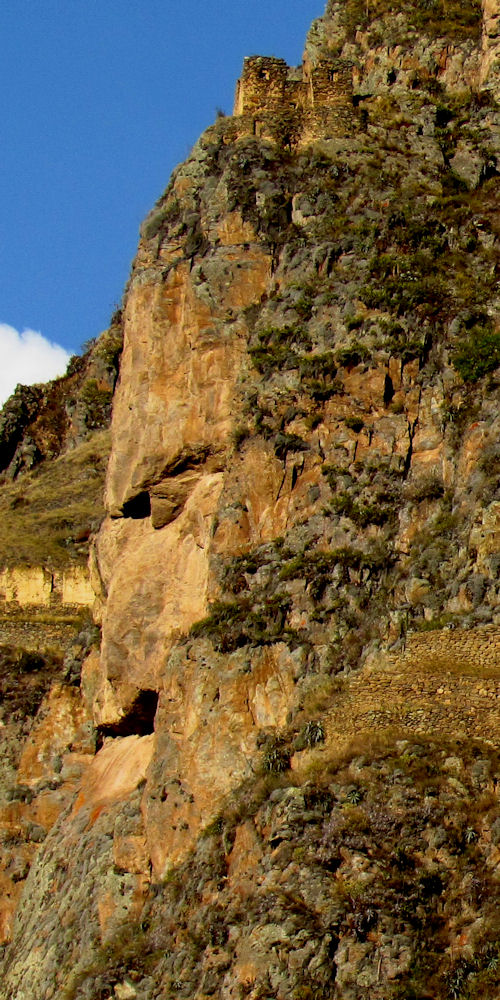
Piedra Tunupa en las proximidades de Ollantaytambo. Según las leyendas locales se cree que en esa piedra quedó grabado el rostro de Tunupa.

Durante la evangelización del Collao los sacerdotes europeos trataron de convertir a Tunupa en las imágenes de los apóstoles Santo Tomás o San Bartolomé, debido a la política católica de superponer sus cultos sobre las divinidades nativas de América. En general, fueron varias las leyendas y relatos recogidos por los cronistas europeos con respecto a Tunupa.
Según los relatos recogidos por Fray Alonso Gavilán, este personaje habría aparecido por el Paraguay recorriendo toda la selva hasta Chachapoyas, luego llegó hasta el altiplano y lanzó rayos y fuego celeste en contra el dios que se veneraba en el poblado de Cacha. También fue visto en el Cusco y luego en las orillas del lago Titicaca fue empalado en una vara de chonta y echado al lago en una balsa, empujado por un fuerte viento se dirigió hacia el Aullagas (río Desaguadero) en donde se hundió en las entrañas de la Tierra.
El cronista indígena Santa Cruz Pachacuti cuenta que Tunupa llegó al altiplano con ropas muy humildes predicando, pero fue expulsado del pueblo de Yamquesupa. Ante esto, Tunupa los maldijo convirtiendo al pueblo en una laguna. Luego llegó a un poblado denominado Cachapucara, en donde existía una «mujer huaca» con la que tuvo una fuerte discusión, destruyendo los cerros y el pueblo echando fuego y derritiendo la montaña. Luego llegó a Carabaya, donde la población lo ató de pies y manos; pero luego Tunupa se desató y navegó hasta el Titicaca, pasó por Tiahuanaco y se dirigió al mar por el río Chacamarca en donde desapareció.
Cieza de León recoge relatos que aseguran que Tunupa existía antes que existieran los Incas. Según la leyenda Tunupa era un hombre blanco de gran cuerpo con un poder tan grande que podía convertir los cerros en llanuras y viceversa. Según los relatos de Cieza de León a esta deidad la llamaban «Ticsi Huiracocha» pero en el Collao le decían indistintamente «Tuapaca» o «Tunupa», el cronista también recoge los hechos de Cachas pero con la diferencia de que Tunupa se dirige hacia el mar y se embarca hacia el horizonte.
Pedro Sarmiento de Gamboa lo llama «Taguapaca» y según este cronista el dios aparece luego del diluvio mucho antes de la existencia del Sol y la Luna. También sostiene que era acompañante de «Viracocha Pachayachachic». Luego, estando en el Collao, Taguapaca desobedeció a Huiracocha. Al ver dicho desacato, Viracocha ordena que Taguapaca sea atado de pies y manos y que fuese colocado en una balsa sobre el río Desaguadero. Aunque según Sarmiento de Gamboa, el pueblo de Cacha fue destruido por Huiracocha y no por Tunupa.

## Atributos y poderes
Según todos los relatos recogidos por los cronistas y por la tradición oral, Tunupa tenía el poder del rayo o también llamado "el fuego celeste"; pero también, según las leyendas recogidas, Tunupa estaba muy ligado a los volcanes o también llamado "el fuego terrestre". Curiosamente los volcanes abundan en el Collao y sus zonas circundantes, existiendo varios cerros con el nombre de Tunupa, Taguapaca y Tuapaca; siendo el más importante y conmemorativo el denominado Volcán Tunupa en el lado norte del Salar de Uyuni (actual Estado Plurinacional de Bolivia ). El volcán Pichu Pichu de la provincia de Arequipa Perú tuvo como antiguo nombre Tunupa, lo cual demuestra el amplio espacio geográfico de su culto.
Adicionalmente, Tunupa también tenía el poder sobre las lluvias que caen con las tormentas fecundando la Tierra. Se creían que no sólo fecundaba a la Pachamama, sino que también los rayos que caían sobre los lagos fecundaban los peces.